# Epcot
Epcot (van 1982 tot 1993: EPCOT Center) is een attractiepark in het Walt Disney World Resort in Lake Buena Vista in de Verenigde Staten. Het was het tweede attractiepark binnen dit resort en werd geopend op 1 oktober 1982. Het thema van het park richt zich op menselijke prestaties (waaronder cultuur en technologie) en een hoopvolle toekomst. Epcot heeft een oppervlakte van 121 hectare en is hiermee twee keer zo groot als het eerste deel van het resort, het Magic Kingdom.

## Geschiedenis

### Het begin

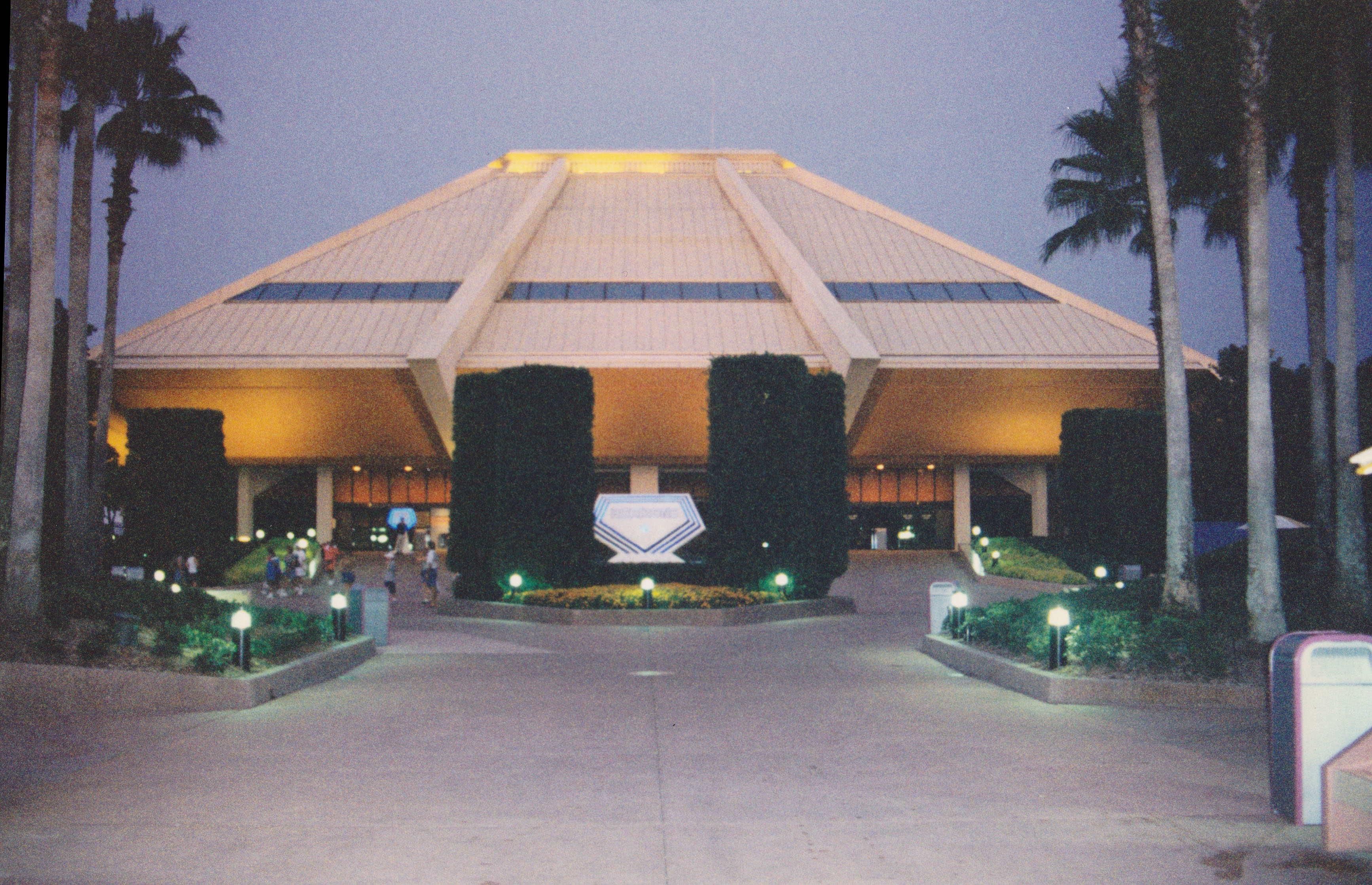
Horizons anno 1988

Oorspronkelijk zou Epcot geen park maar een tot in het detail ontworpen stad worden, met scholen, kerken en een stadscentrum. Dit idee werd na het overlijden van Walt Disney geannuleerd. Roy Oliver Disney (de broer van Walt Disney) zag dit niet zitten en heeft het hele stad-idee omgevormd tot een educatief park. De meeste attracties wijken af van de Disney-standaarden die te vinden is in andere Disney-parken. Ze hebben vrijwel allemaal een educatief karakter. Voorbeelden van dit soort attracties zijn: Body Wars, Horizons en Spaceship Earth. De naam van het attractiepark, oorspronkelijk een afkorting van Experimental Prototype Community Of Tomorrow, is hetzelfde gebleven als die van het stadsproject. Op 1 oktober 1982 opende Epcot. Tijdens de openingsceremonie voerden onder meer danser het optreden "We've Just Begun to Dream" uit. Ook werd er door de Sherman Brothers speciaal een nummer geschreven: The World Showcase March. In 1986 won het attractiepark een Applause Award voor beste attractiepark ter wereld.

### Wijziging visie
In de jaren 10 wijzigde Disney de visie van Epcot. Het moest meer een Disney-uitstraling (familievriendelijk, tijdloos en relevant) krijgen. Zo werden diverse attracties met een educatief karakter gesloten en vervangen door attracties omtrent bekende Disney-personages. Voorbeelden van deze transformatie zijn:
- In 2014 sloot in het themagebied Noorwegen de darkride Maelstrom om plaats te maken voor de Frozen Ever After.

- In 2017 sloot Ellen's Energy Adventure om plaats te maken voor Guardians of the Galaxy: Cosmic Rewind.

- In 2021 opende de darkride Ratatouille in het themagebied Frankrijk.

## Toewijding
De toewijding van het park is uitgesproken door E. Cardon Walker en is geplaatst in een plaquette op de fontein bij de ingang van het park. Deze toewijding luidt als volgt:

To all who come to this place of joy, hope and friendship, welcome. Epcot Center is inspired by Walt Disney's creative genius. Here, human achievements are celebrated through imagination, the wonders of enterprise, and concepts of a future that promises new and exciting benefits for all. May Epcot Center entertain, inform and inspire. And, above all, may it instill a new sense of belief and pride in man's ability to shape a world that offers hope to people everywhere.
— E. Cardon Walker, October 24, 1982

## Attracties
Een deel van de attracties in Epcot heeft een educatief karakter en wijkt daarmee erg af van het 'Disney-standaard' in alle andere parken. Sinds de jaren 10 van de 21e eeuw zijn een aantal attracties omgebouwd naar een 'klassieke' Disney-attractie zonder educatief karakter. Van alle attracties komt het attractietype darkride het meest voor in het park.

## Themagebieden
Epcot is opgedeeld in twee grotere themagebieden met elk hun eigen subthemagebieden of paviljoens. Het dichtst bij de ingang van het park ligt het themagebied Future World, dieper in het park ligt het themagebied World Showcase. Centraal in het attractiepark ligt een meer.

### Future World
Het thema van Future World richt zich op voornamelijk technologische prestaties van de mens. Opvallend aan Future World is de architectuur en kunstwerken die totaal afwijkt van de 'Disney-standaarden'. Er staan diverse gebouwen en kunstwerken gebaseerd op het: Futurisme, Kubisme, modernisme en overige stromingen binnen de Avant-garde.
Het themagebied wordt opgedeeld in twee grotere gebieden: Future World East en Future World West, een indeling die in tweeën wordt gesplitst door het Future World Plaza. Vanaf de ingang van het attractiepark loopt de route onder de geodetische koepel van het Spaceship Earth-paviljoen door, waarin zich een gelijknamige attractie bevindt. Vervolgens loopt de route rondom de rest van dit paviljoen naar het Future World Plaza, dat zich te midden van het Innoventions-paviljoen bevindt. Aan dit plaza bevinden zich enkele eetgelegenheden, winkels en andere facilitaire zaken, evenals een grootschalige fontein: de Fountain of Nations. Vanaf het plein lopen verbindingswegen naar Future World East en Future World West, evenals naar het themagebied World Showcase.
Future World East bestaat uit twee paviljoens: met de klok mee zijn dit het Mission: SPACE-paviljoen en het Test Track-paviljoen, waarvan beide paviljoens een gelijknamige attractie bevatten. Verder is in het gebied een gebouw te vinden met een goudkleurige koepel (het voormalige Wonders of Life-paviljoen), dat dienst doet als festival center tijdens grootschalige evenementen. Ook is er het voormalige Universe of Energy-paviljoen te vinden, dat op het moment wordt omgebouwd tot een attractie rondom de films van Guardians of the Galaxy.
Future World West bestaat uit drie paviljoens: met de klok mee zijn dit het Imagination!-paviljoen, het The Land-paviljoen en het The Seas with Nemo & Friends-paviljoen. In elk van deze paviljoens zijn verschillende attracties te vinden. Deze paviljoens cirkelen rondom de Inventor's Circle, een plein met in de vloer een eerbetoon aan 's werelds bekendste uitvinders, zoals Marie Curie, Thomas Edison en Isaac Newton.

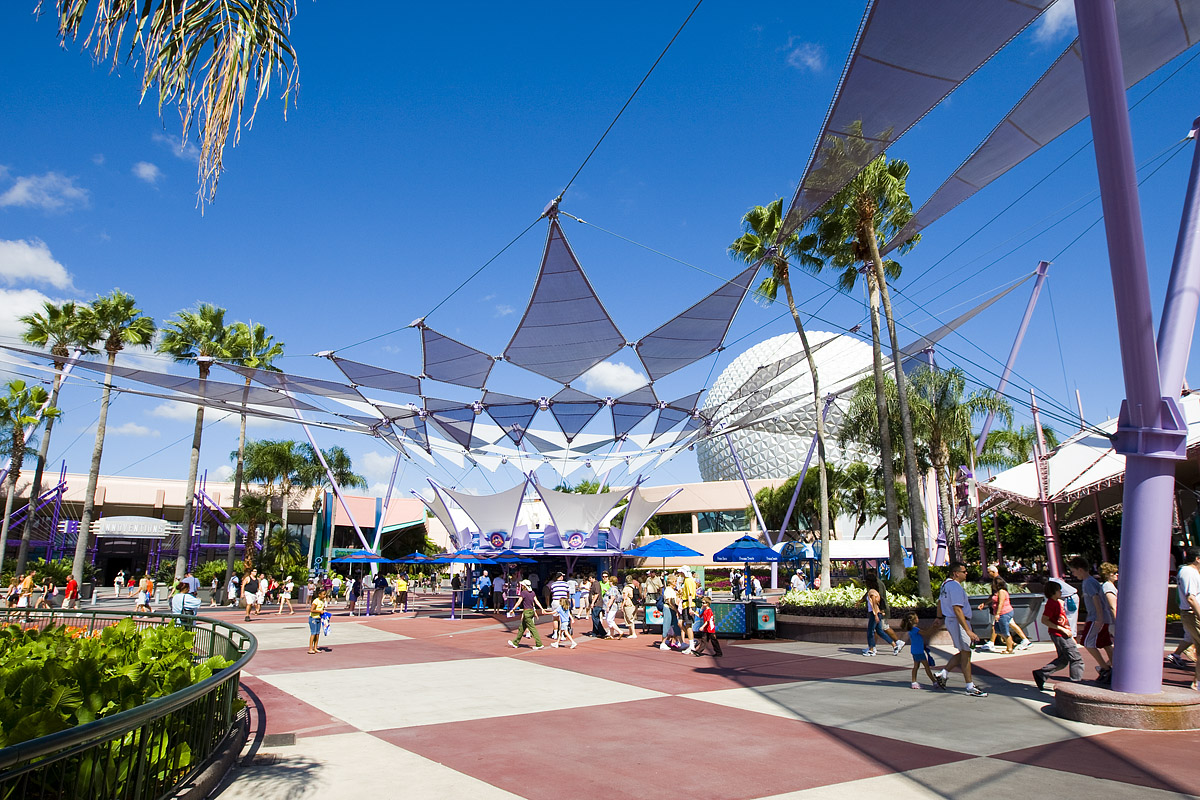
Future World Plaza met op de achtergrond Spaceship Earth
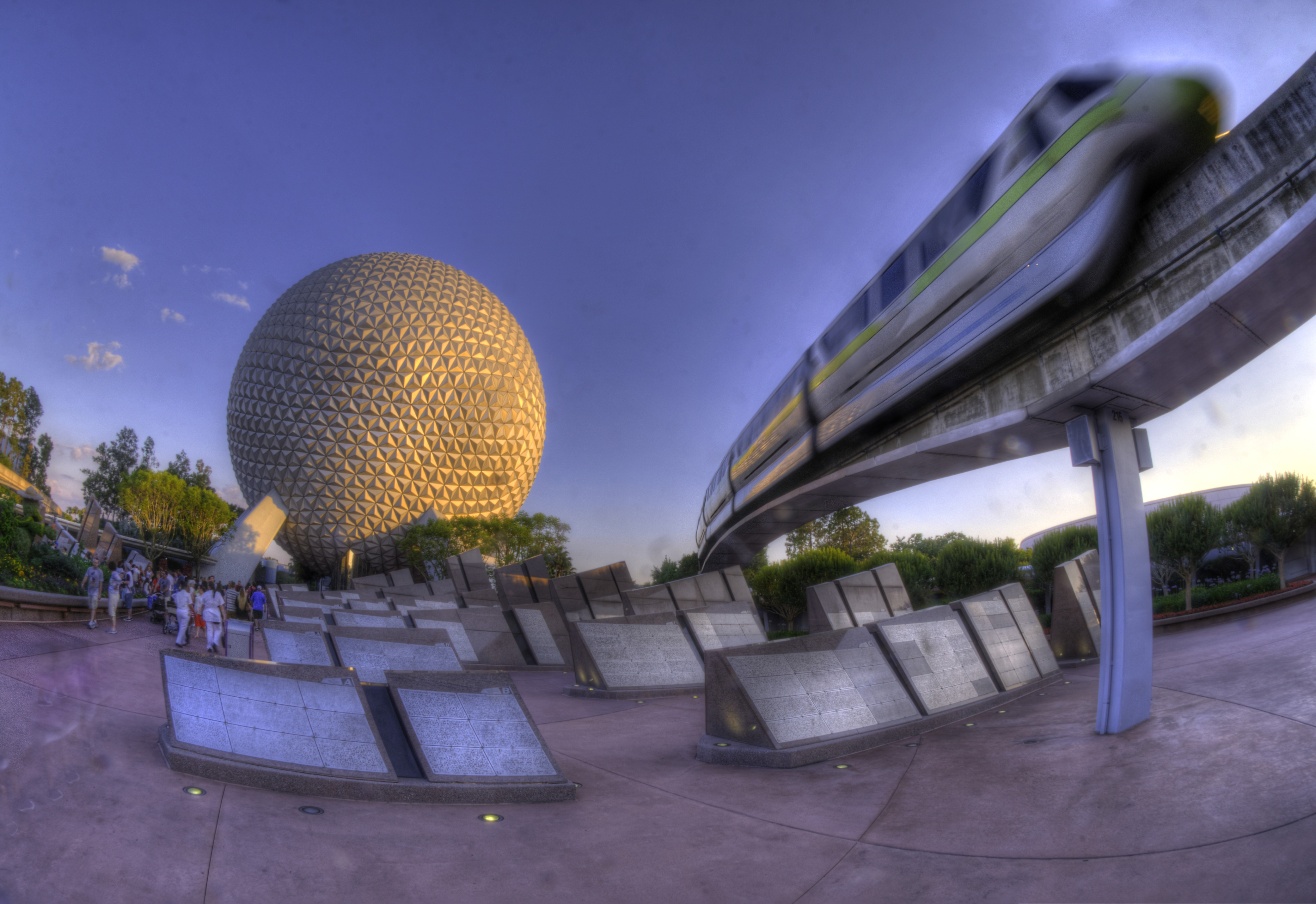
Spaceship Earth en de Walt Disney World Monorail
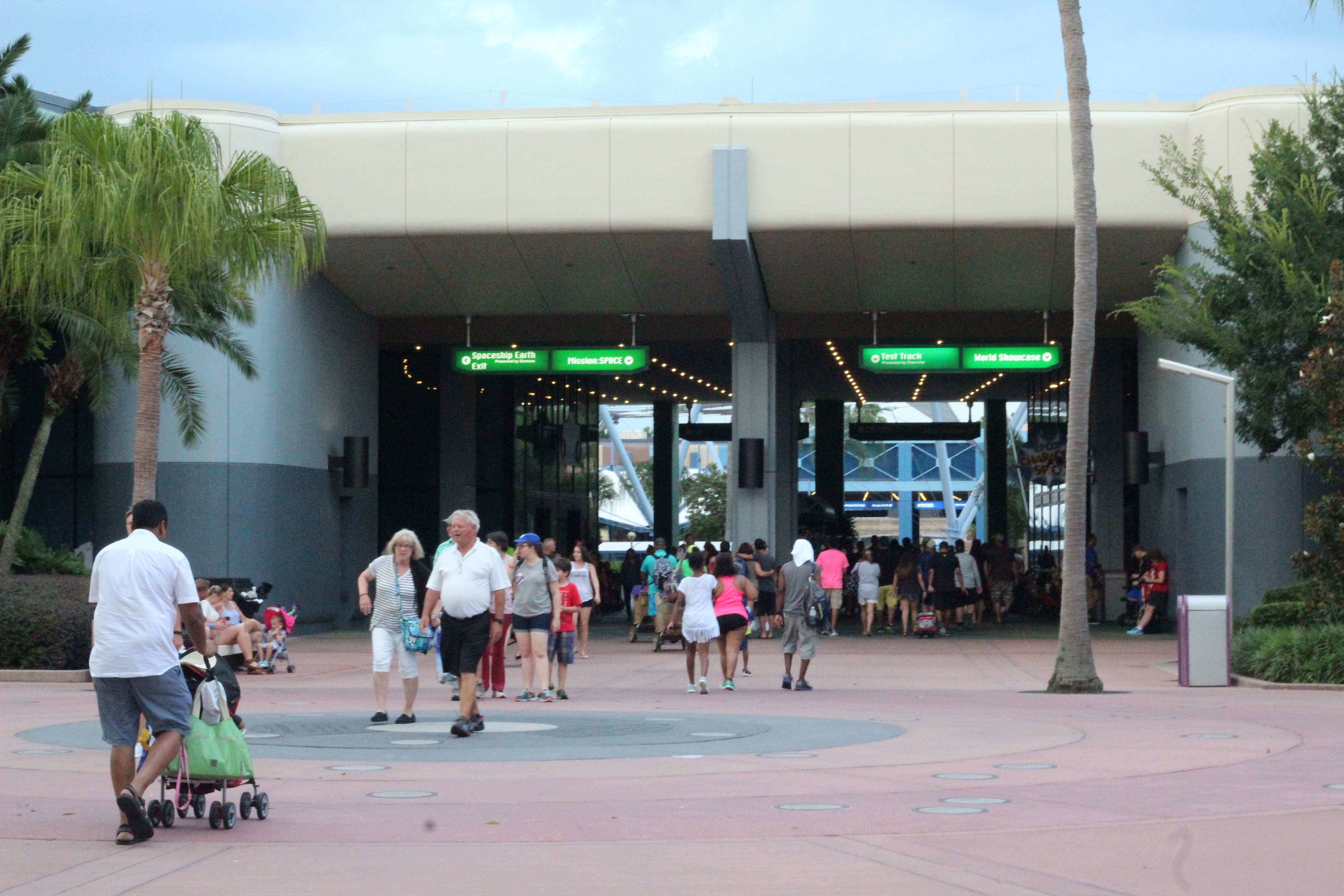
Wandelpad van west naar oost.
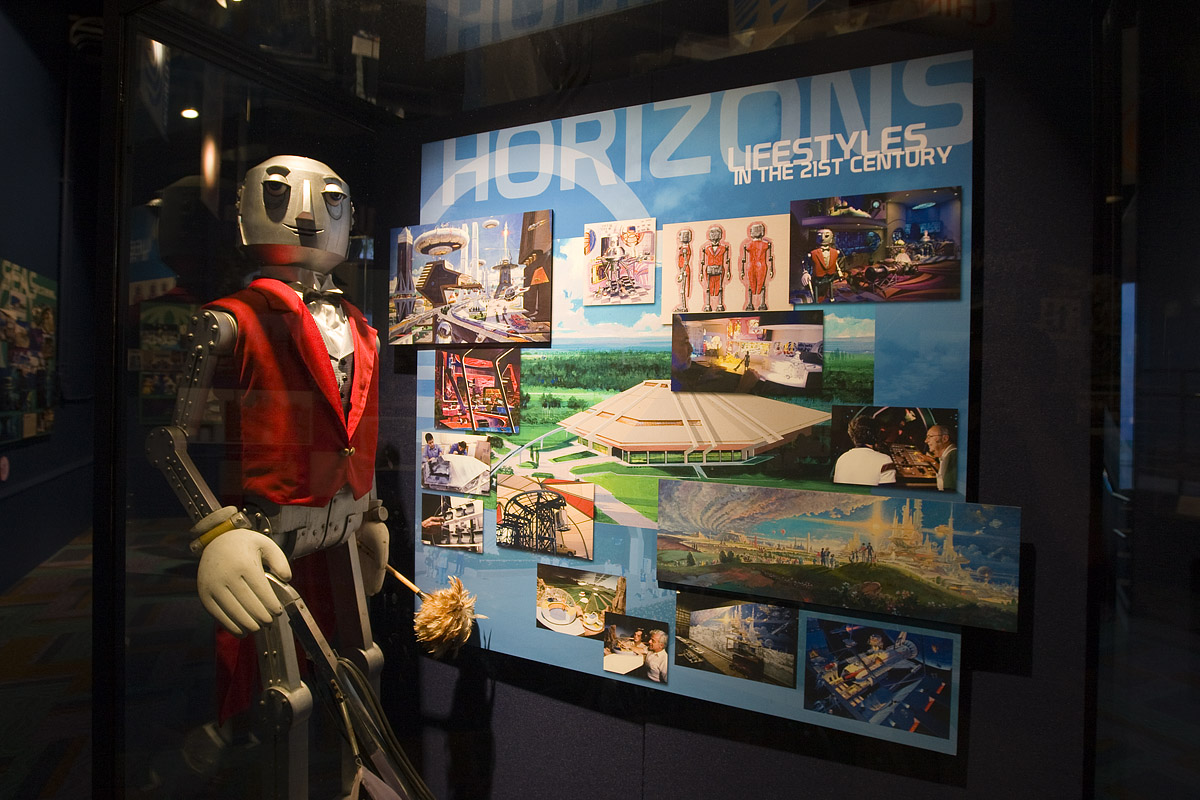
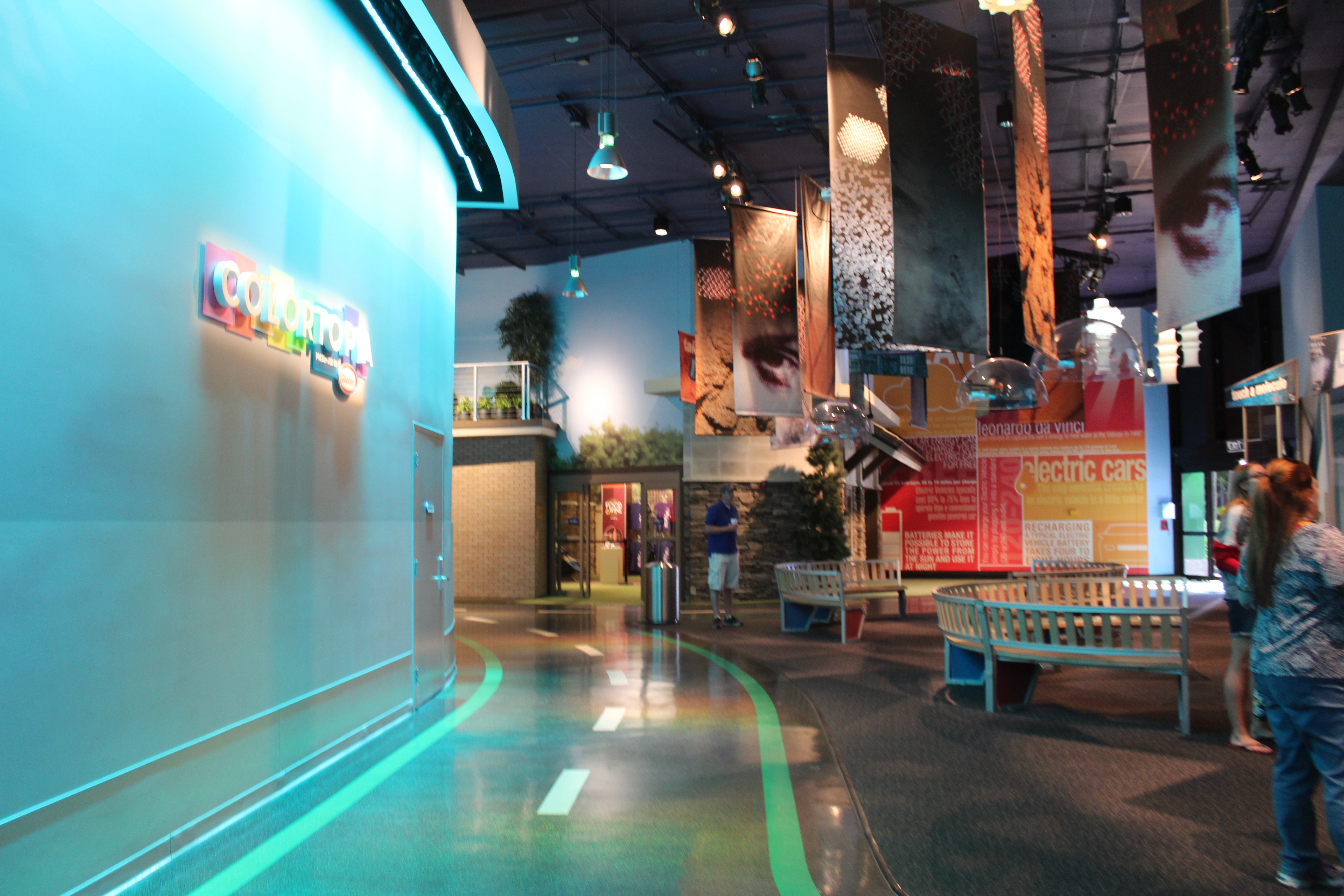
Het museum Innoventions
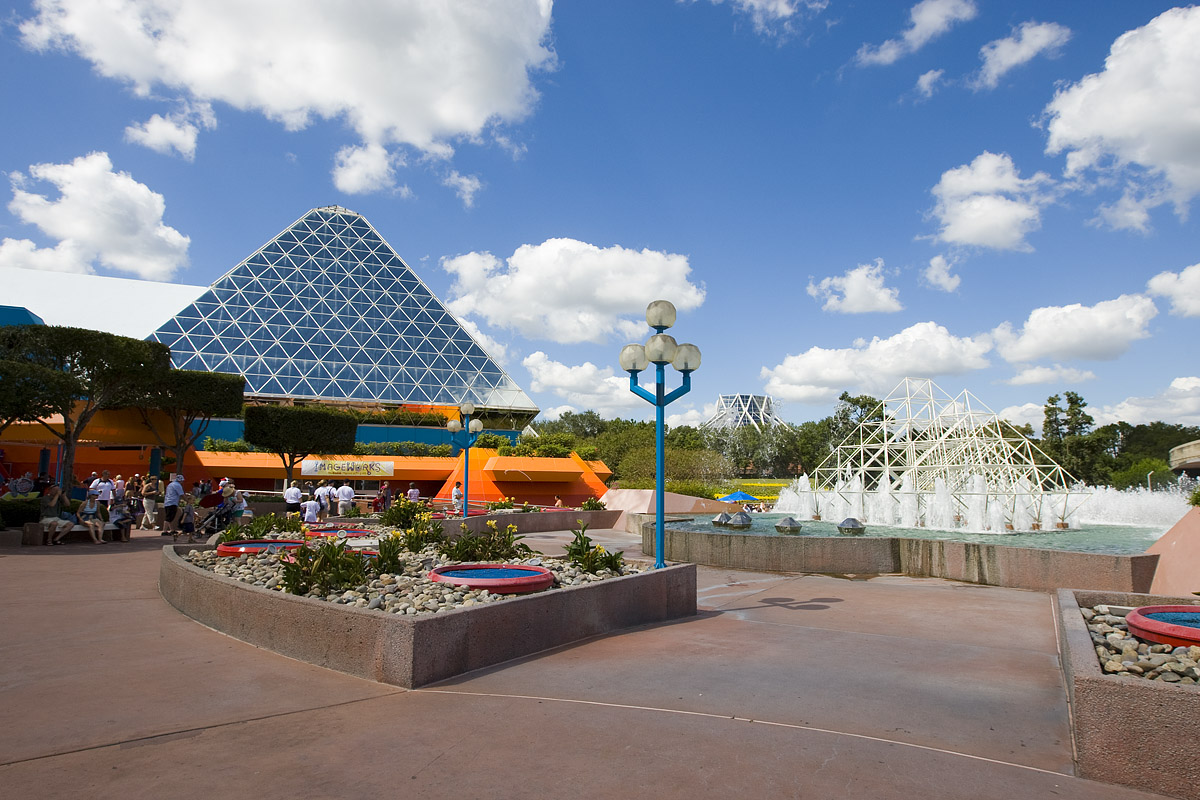
Journey Into Imagination With Figment
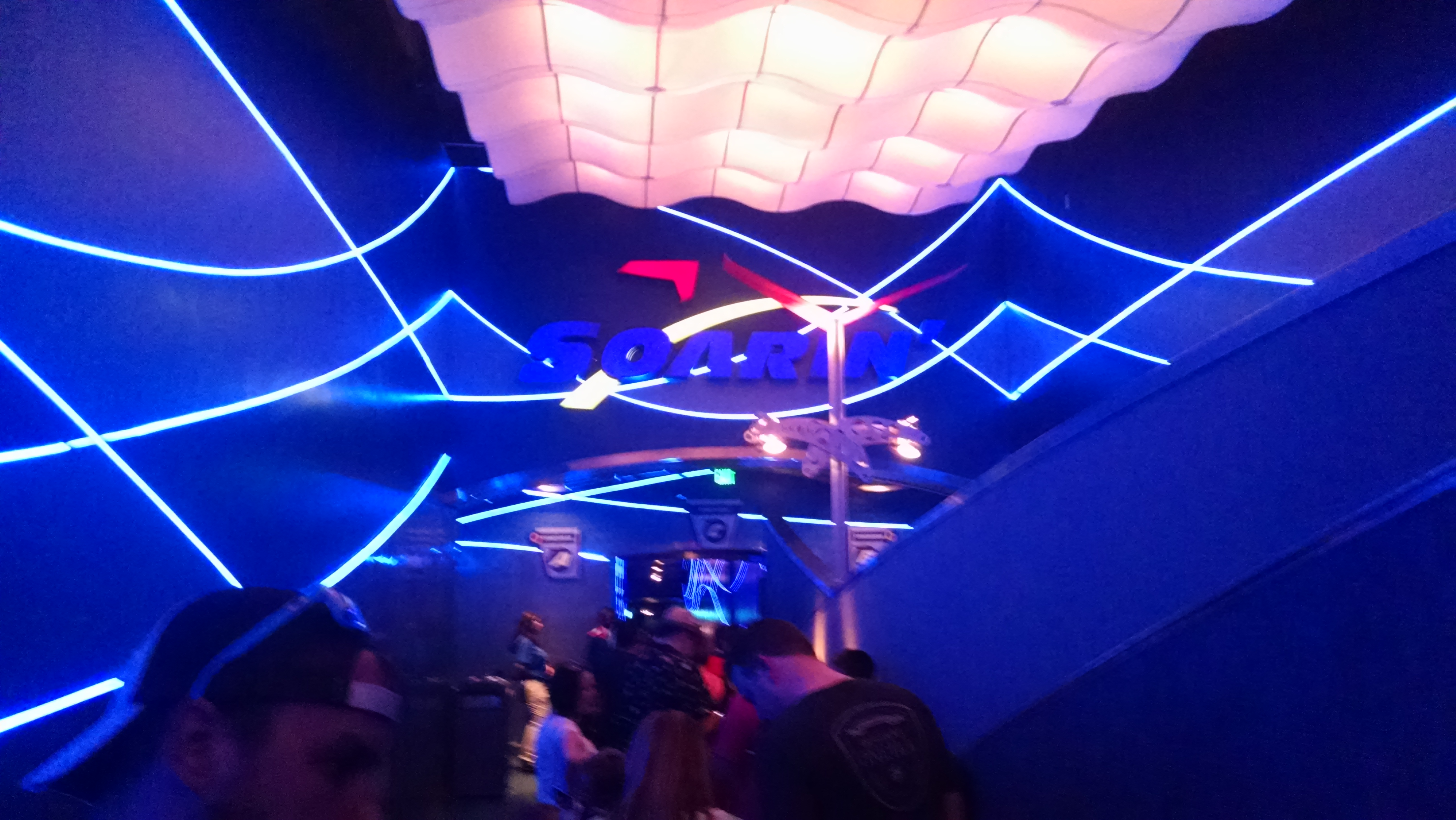
Wachtruimte van Soarin'

### World Showcase
Het thema van World Showcase richt zich op internationale culturen. Het gebied is te bereiken via een brug vanaf Future World Plaza, die het gebied binnenkomt op de Showcase Plaza, waaraan de souvenirwinkels Port of Entry en Disney Traders zijn gevestigd. Vanaf het Showcase Plaza loopt een lange promenade rondom het World Showcase Lagoon, een kunstmatig meer waarop elke avond de slotshow Epcot Forever wordt opgevoerd. Met de klok mee liggen vanaf Showcase Plaza de volgende paviljoens, die elk gethematiseerd zijn naar één specifiek land: Mexico, Noorwegen, China, Duitsland, Italië, The American Adventure, Japan, Marokko, Frankrijk, het Verenigd Koninkrijk en Canada. Over het World Showcase Lagoon lopen enkele bootverbindingen die Duitsland en Marokko met het Showcase Plaza verbinden.
Tussen China en Duitsland in ligt een Afrikaans aandoend gebied met enkele eetgelegenheden en winkels. Tussen Frankrijk en Engeland ligt de International Gateway, die dienst doet als een tweede ingang van het attractiepark. Deze ingang is verbonden met Disney's BoardWalk.

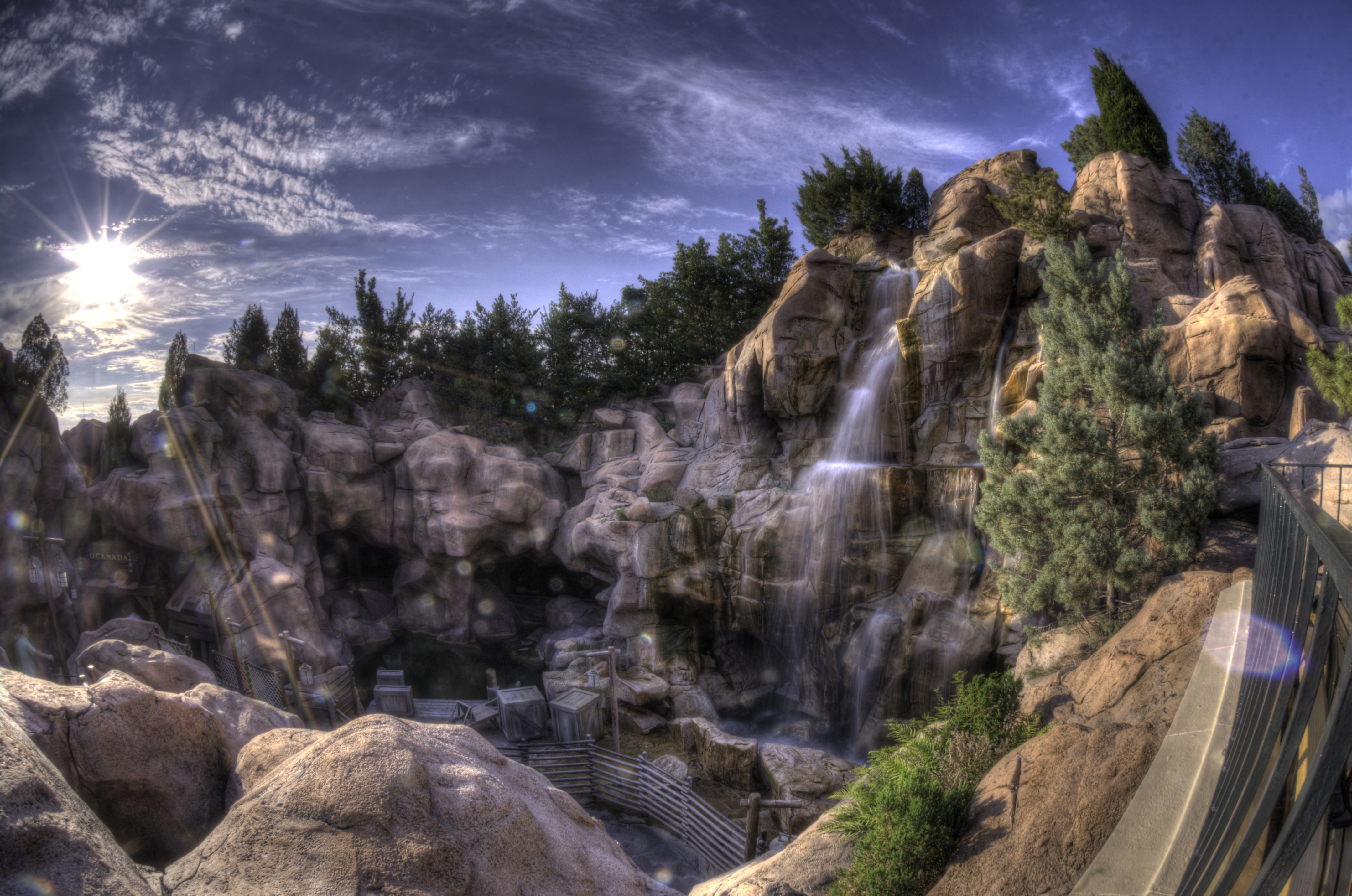
Canada
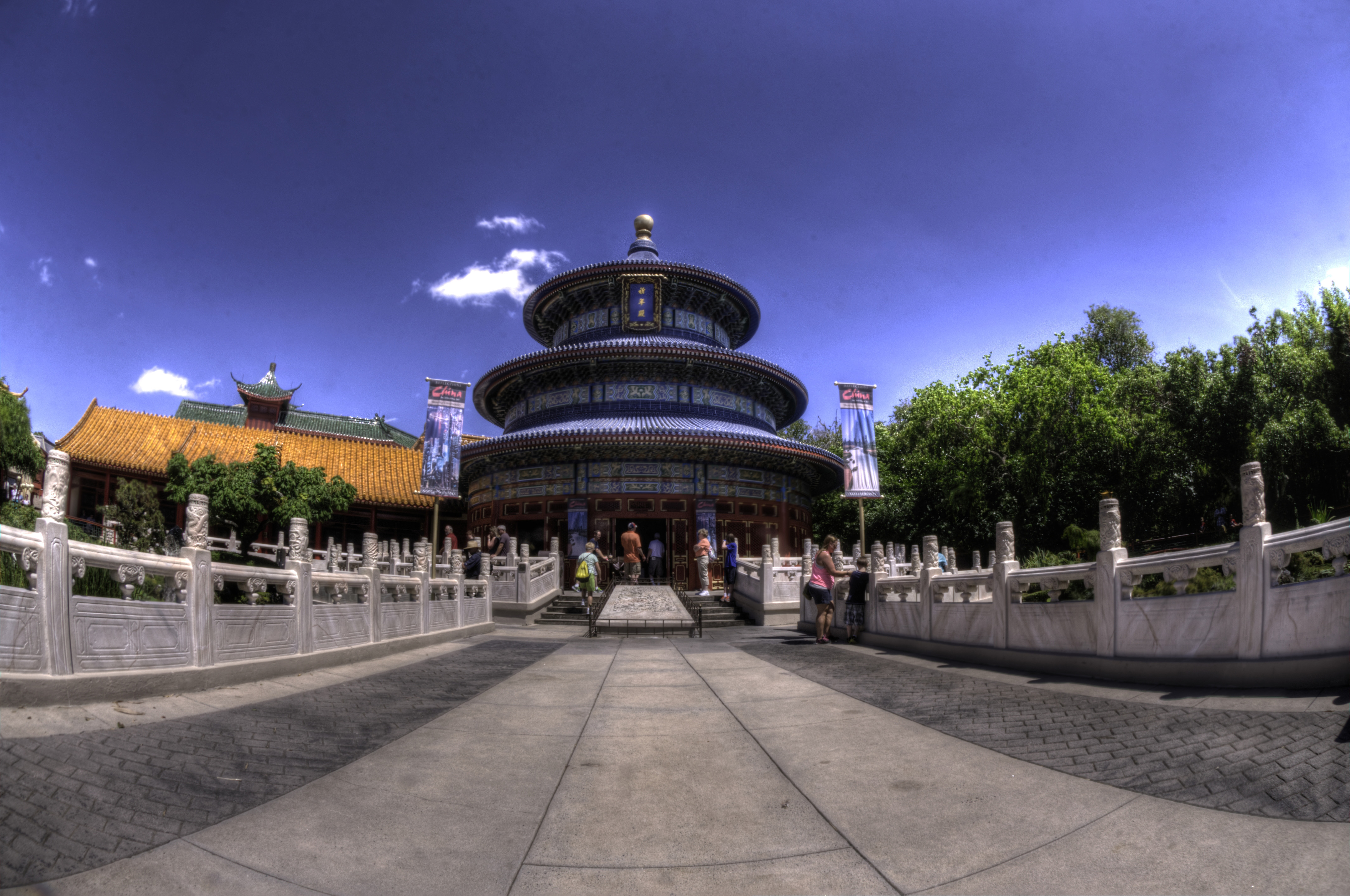
China
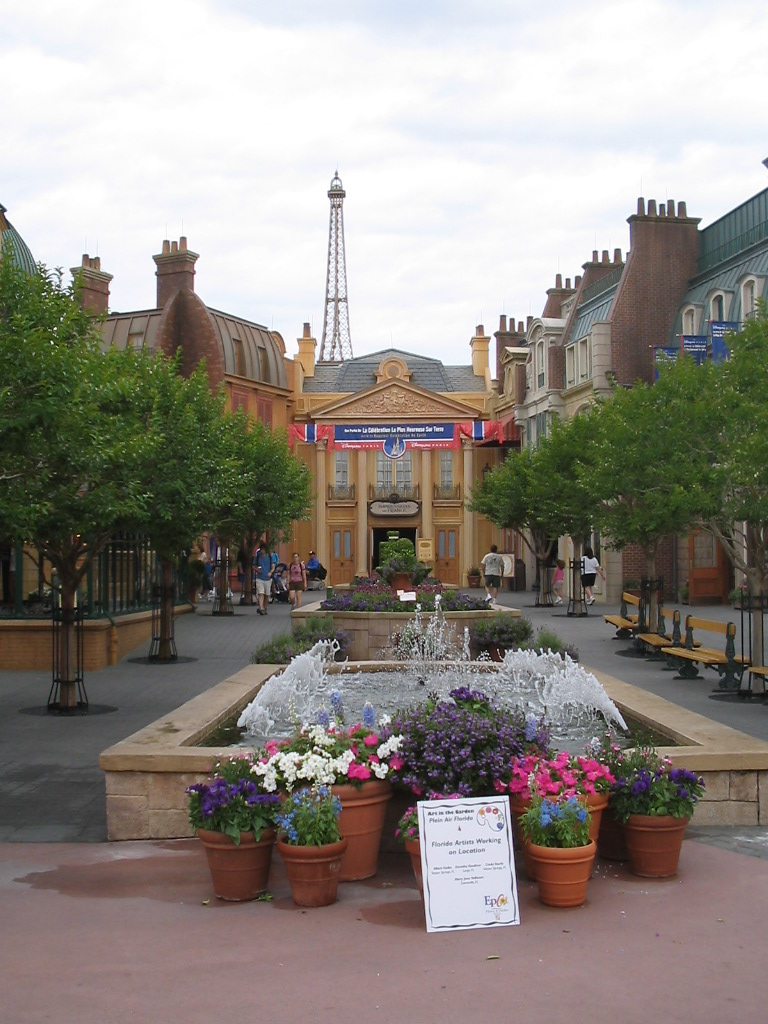
Frankrijk
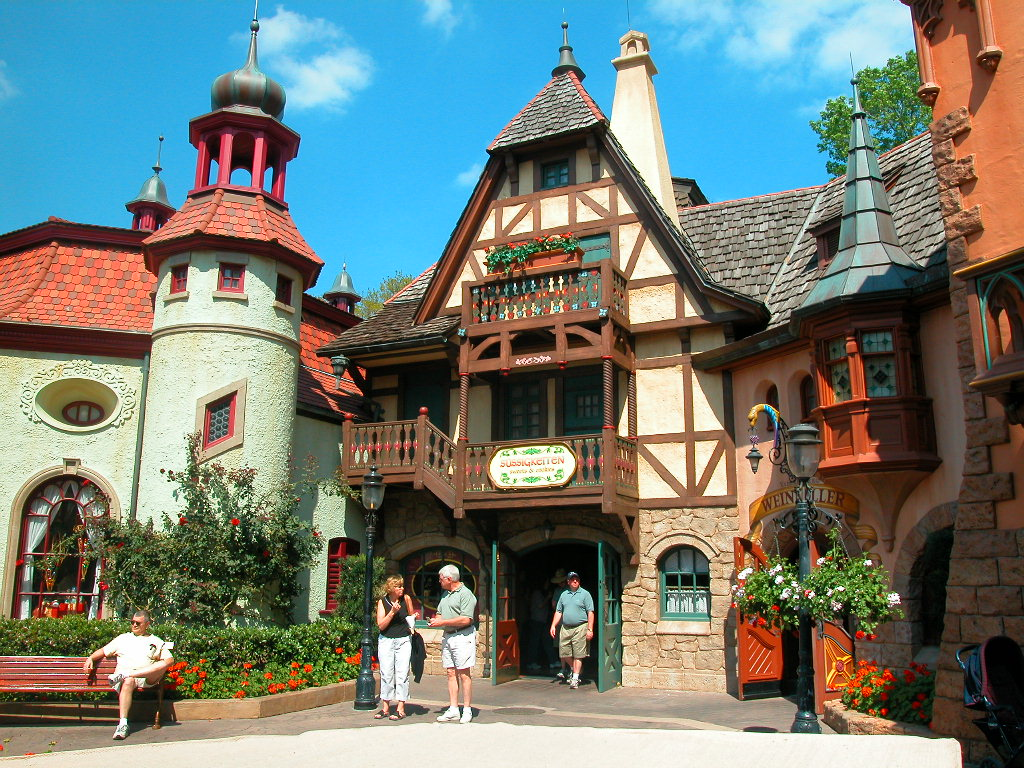
Duitsland
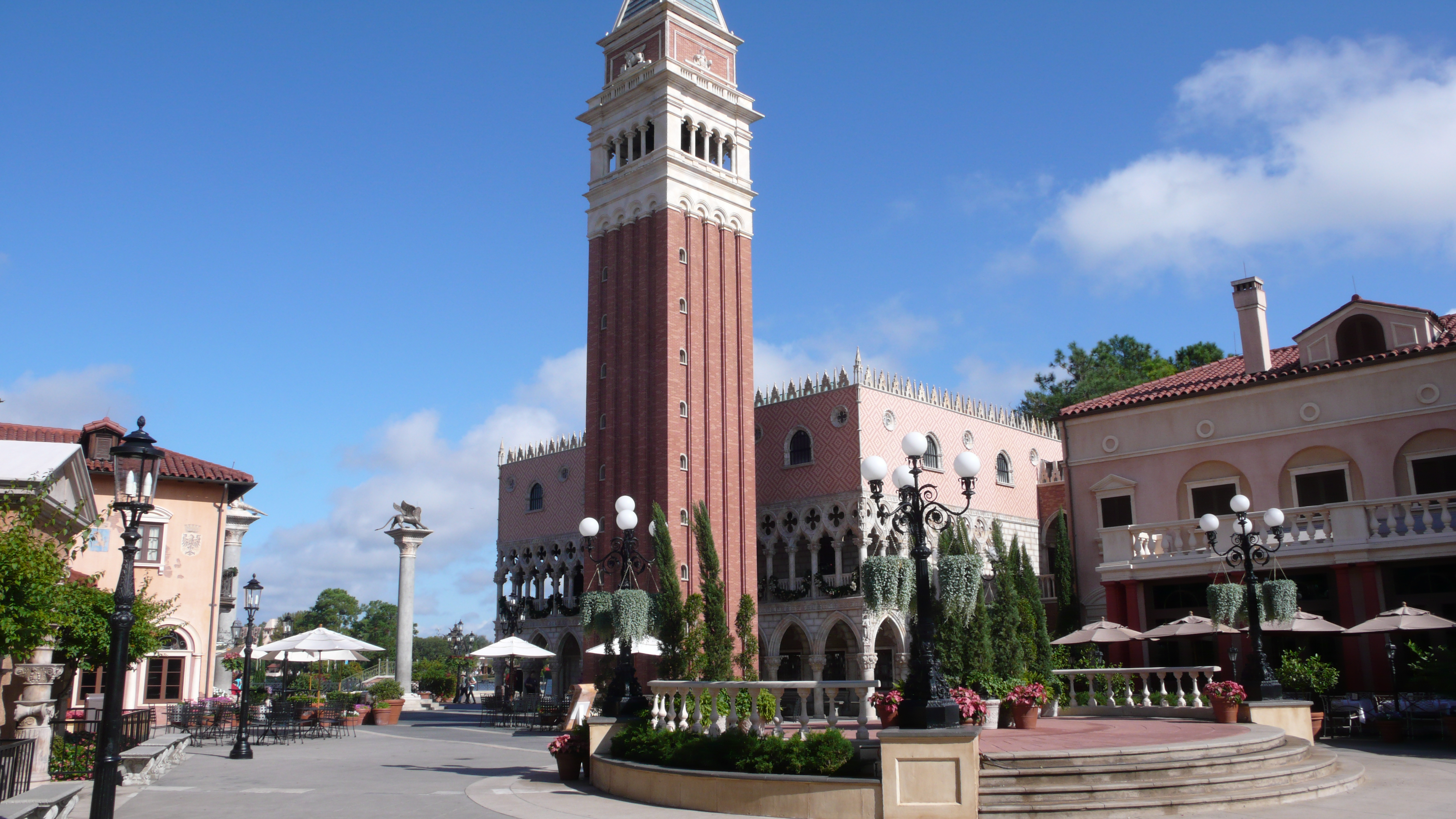
Italië
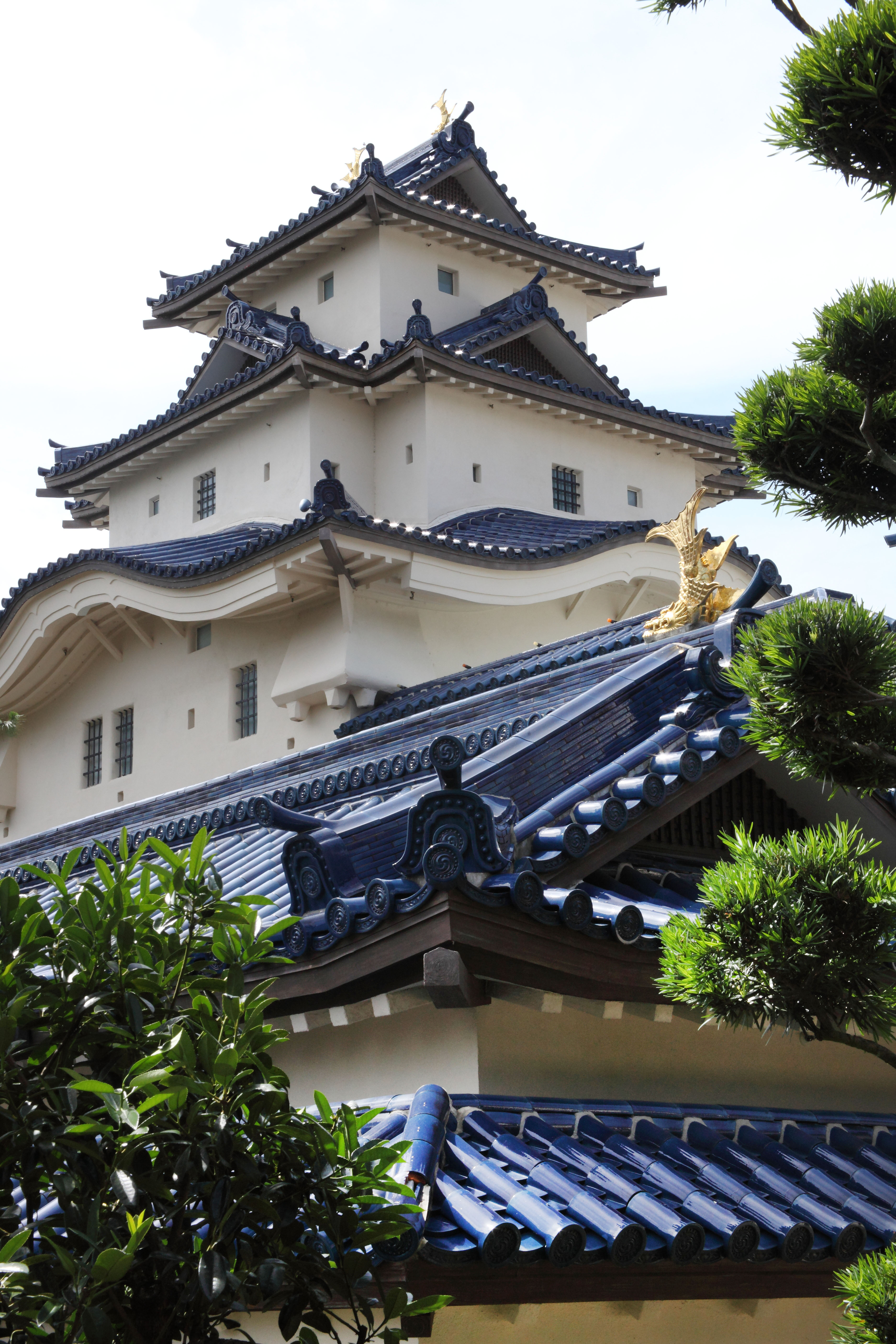
Japan
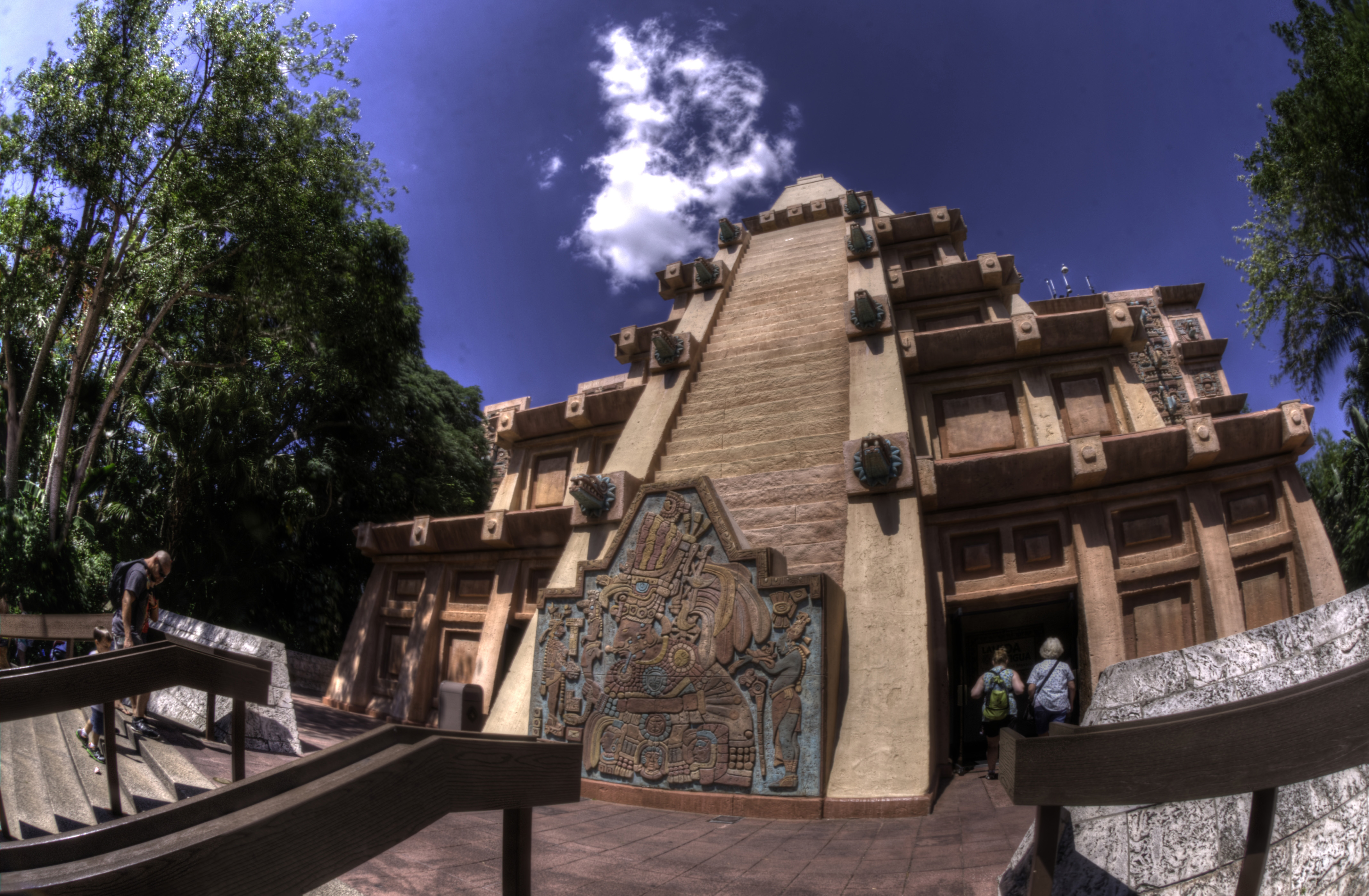
Mexico
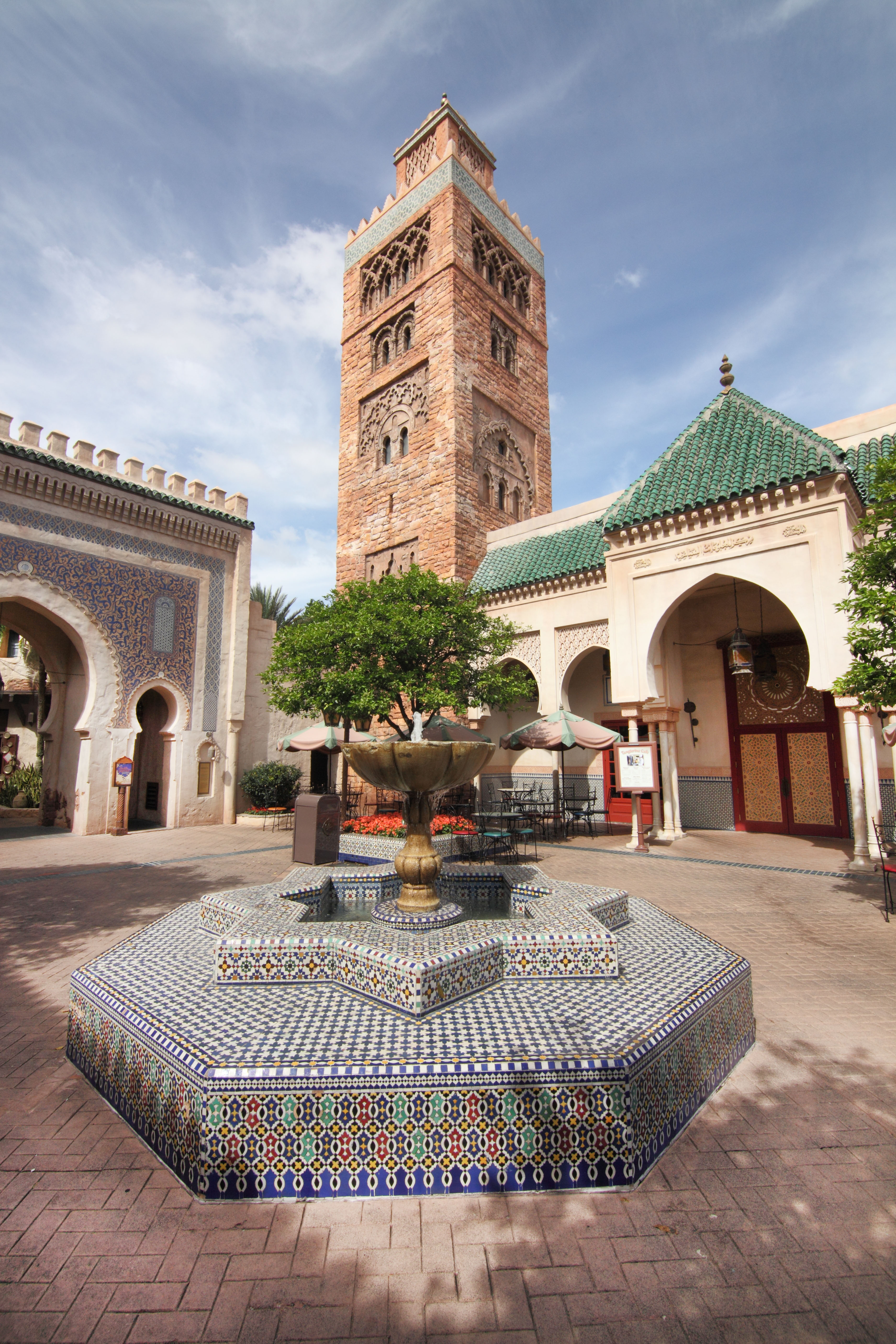
Marokko
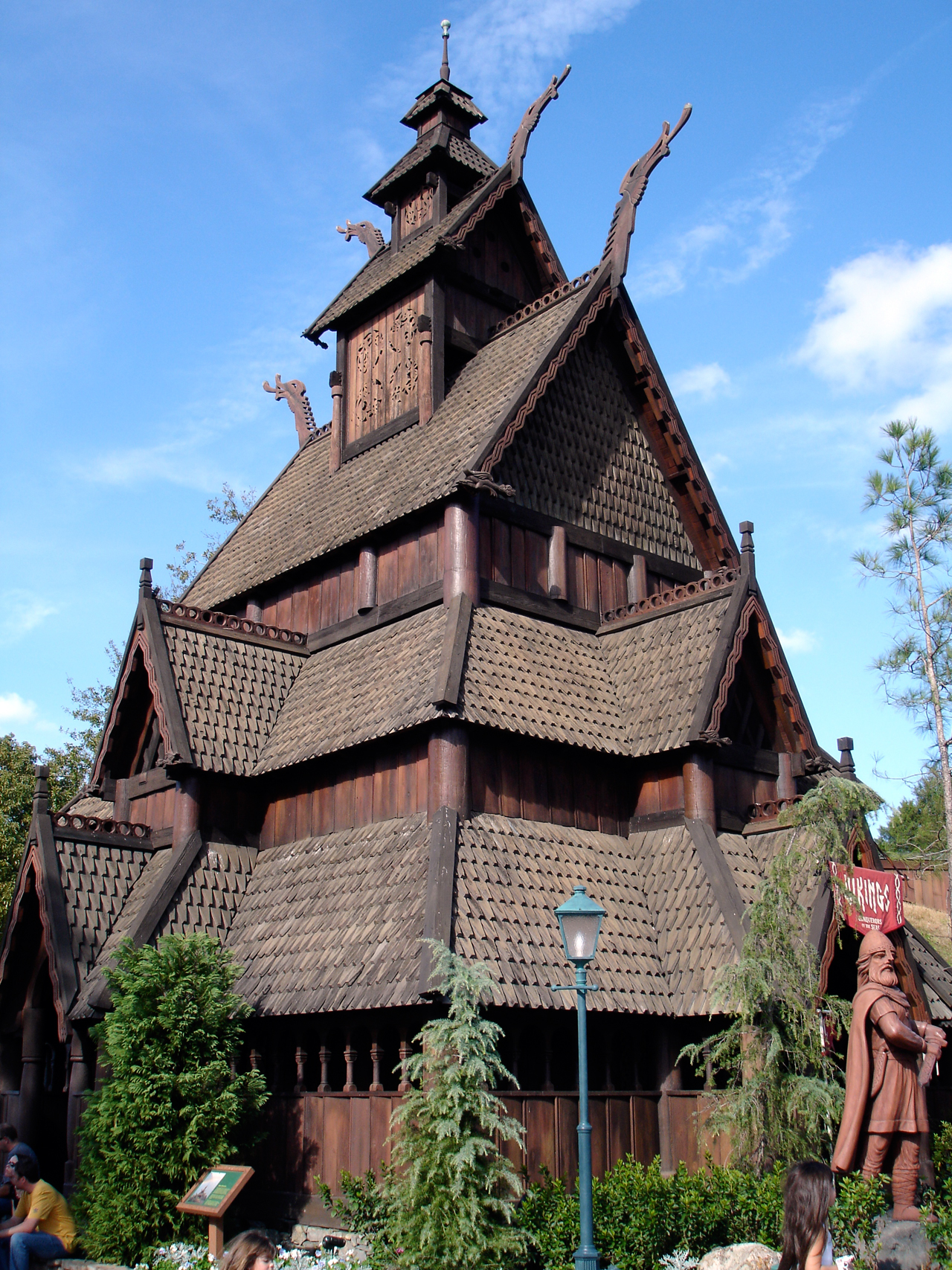
Noorwegen
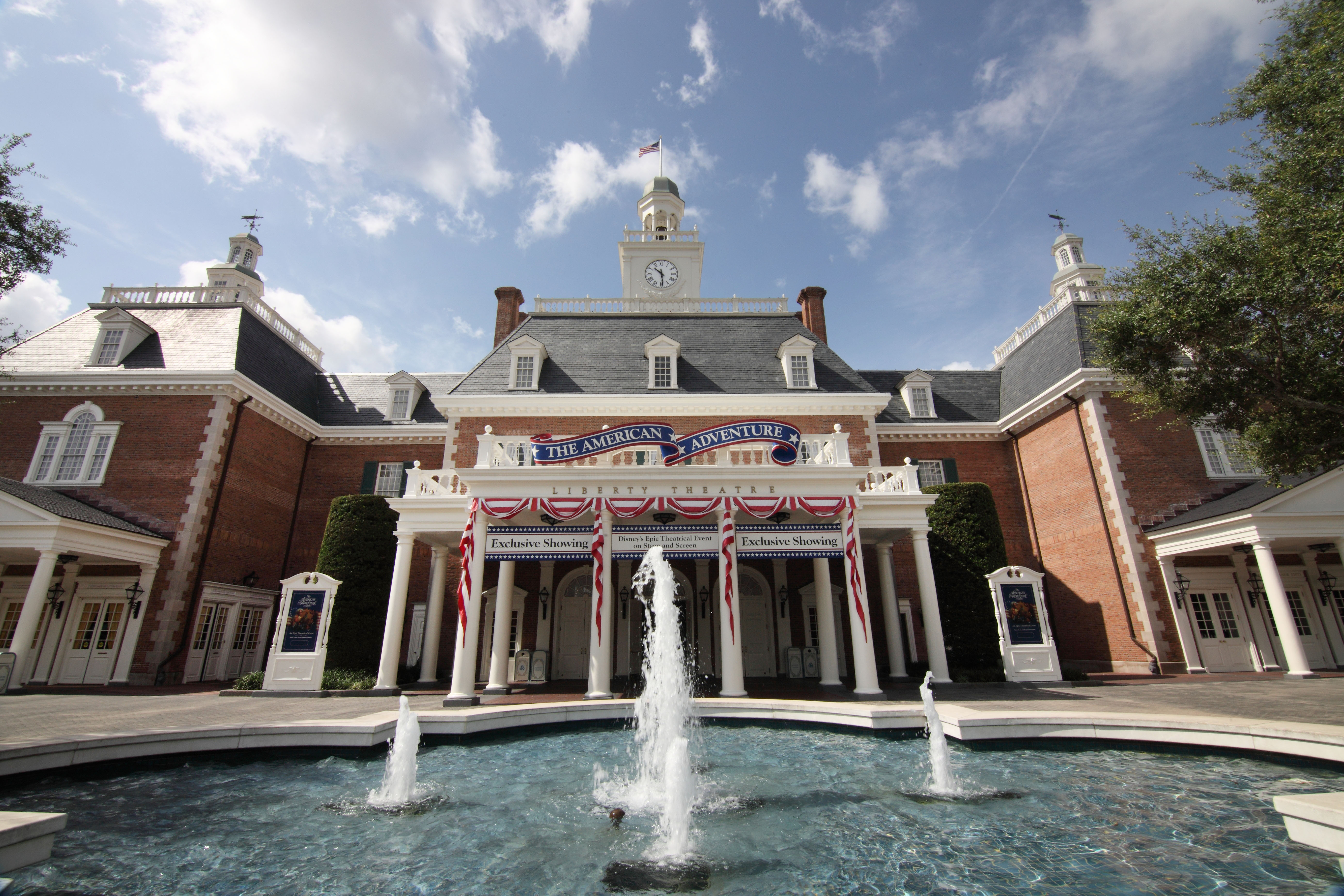
The American Adventure
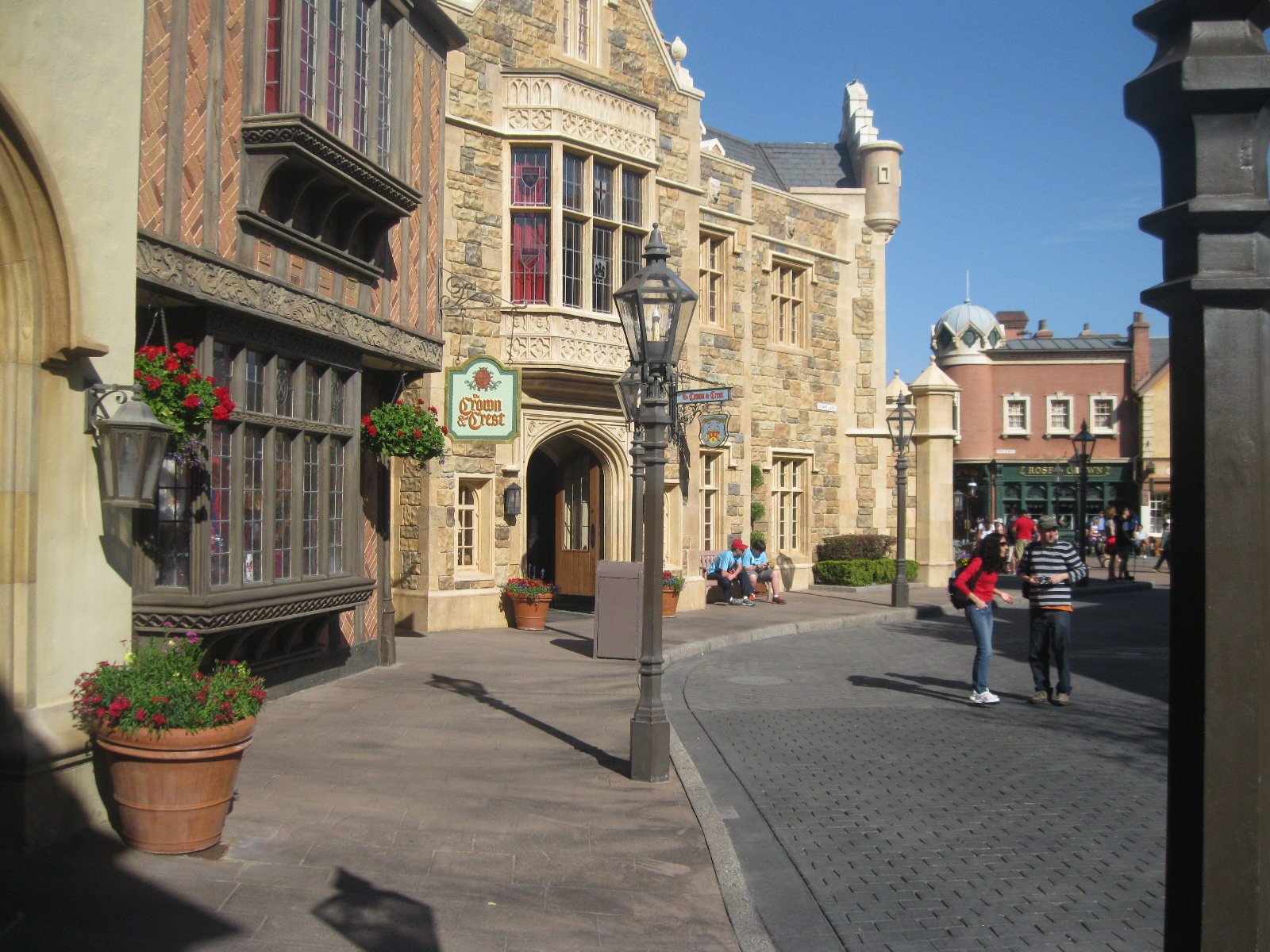
Verenigd Koninkrijk

## Bezoekersaantallen
| 2008       | 2009       | 2010       | 2011       | 2012       | 2013       | 2014       | 2015       | 2016       | 2017       | 2018       |
| ---------- | ---------- | ---------- | ---------- | ---------- | ---------- | ---------- | ---------- | ---------- | ---------- | ---------- |
| 10.935.000 | 10.990.000 | 10.825.000 | 10.826.000 | 11.063.000 | 11.229.000 | 11.454.000 | 11.798.000 | 11.712.000 | 12.200.000 | 12.444.000 |